# Cleora pendleburyi
Cleora pendleburyi là một loài bướm đêm trong họ Geometridae.